# Manor Motorsport
Manor Motorsport es una escudería de automovilismo británica fundada en el año 1990 por John Booth.

## Historia
A lo largo de su historia, la escudería compitió principalmente en la Fórmula Renault, han pasado pilotos como el campeón del mundo de Fórmula 1 Kimi Räikkönen, el del 2008 Lewis Hamilton y otros pilotos como Antônio Pizzonia. Entraron en la Fórmula 3 Euroseries en el año de su creación (2003), ganando nueve carreras en total en esta competición.
En el 2007, Manor Motorsport observó un cambio de director cuando el director del equipo de la Fórmula Renault del Reino Unido Tony Shaw compró el cargo a John Booth, la conservará el nombre de Manor Motorsport y seguirla su trayectoria en la Fórmula 3 Euroseries. El equipo de Fórmula Renault del Reino Unido ahora operará bajo el nombre de Manor Competition desde una base totalmente distinta.

### 2009: Primer acercamiento a Fórmula 1
El 12 de junio de 2009 se anunció que la intención de Manor a participar en la Temporada 2010 de Fórmula 1 había sido aceptada. Su equipo de F1 se llamaría Manor Grand Prix, aunque su lugar fue ocupado por Virgin Racing por razones de patrocinio. John Booth, ha dicho que el equipo de F3 seguirá funcionando, a pesar de su enfoque ha cambiado al equipo de F1.

### 2010: Se une a la GP3 Series
La marca británica participa en la GP3 Series desde 2010 bajo la denominación de Manor Racing, y a partir de 2011 junto al patrocinio de Marussia F1 Team, equipo del cual John Booth (fundador de Manor) es el actual director principal. Marussia utiliza al equipo de Manor de GP3 como parte de un programa de desarrollo de jóvenes pilotos.

### 2014: Segundo acercamiento a Fórmula 1
El 5 de noviembre de 2014 se publicó la lista oficial de la FIA de los equipos inscriptos para 2015, sorprendiendo la aparición de Manor en lugar de Marussia F1 Team. La marca británica se inscribió bajo el nombre de Manor F1 Team (como compañía, Manor Grand Prix Racing LTD), pero no confirmó a sus pilotos. Se desconoce si podrá formar parte del mundial de 2015, debido a que si Marussia no participaba del Gran Premio de Abu Dabi, Bernie Ecclestone no les conservaría el lugar para la temporada entrante.

### 2015: Manor Marussia F1 Team
Manor auspició a Marussia F1 Team, que se encribió para disputar la temporada con el coche de 2014 modificado (el MR03B), al ser aprobado por la FIA, Bernie Ecclestone y varios equipos de Fórmula 1, confirma su participación en el Gran Premio de Australia, primera carrera de la temporada, fueron confirmados como piloto Will Stevens y Roberto Merhi.

### 2016: Debut en F1
Manor adquirió al equipo Marussia, disputó todas las carreras de las temporadas con Pascal Wehrlein, Rio Haryanto y Esteban Ocon. Obtuvieron un punto y finalizaron últimos el campeonato de constructores.

## Resultados

### F3 Euroseries[6]
| Año  | Coche                     | Pilotos           | Carreras | Victorias | Poles | V.Rápidas | Puntos | C.P. | C.E. |
| ---- | ------------------------- | ----------------- | -------- | --------- | ----- | --------- | ------ | ---- | ---- |
| 2004 | Dallara F304-Mercedes HWA | Charles Zwolsman  | 20       | 0         | 0     | 0         | 9      | 16.º | 5.º  |
| 2004 | Dallara F304-Mercedes HWA | Lewis Hamilton    | 20       | 1         | 1     | 0         | 68     | 5.º  | 5.º  |
| 2005 | Dallara F305-Mercedes-HWA | Lucas di Grassi   | 20       | 1         | 1     | 0         | 68     | 3.º  | 4.º  |
| 2005 | Dallara F305-Mercedes-HWA | Paul di Resta     | 20       | 0         | 0     | 0         | 32     | 10.º | 4.º  |
| 2006 | Dallara F305-Mercedes     | Kōhei Hirate      | 20       | 1         | 0     | 0         | 61     | 3.º  | 2.º  |
| 2006 | Dallara F305-Mercedes     | Esteban Guerrieri | 20       | 2         | 2     | 0         | 58     | 4.º  | 2.º  |
| 2006 | Dallara F305-Mercedes     | Kazuki Nakajima   | 20       | 1         | 0     | 0         | 36     | 7.º  | 2.º  |
| 2007 | Dallara F305-Mercedes     | Franck Mailleux   | 20       | 1         | 0     |           | 38     | 7.º  | 2.º  |
| 2007 | Dallara F305-Mercedes     | James Jakes       | 20       | 1         | 0     |           | 42     | 5.º  | 2.º  |
| 2007 | Dallara F305-Mercedes     | Cyndie Allemann   | 20       | 0         | 0     | 0         | 0      | N/A  | 2.º  |
| 2007 | Dallara F305-Mercedes     | Yelmer Buurman    | 20       | 0         | 0     |           | 40     | 6.º  | 2.º  |
| 2008 | Dallara F308-Mercedes     | Koudai Tsukakoshi | 20       | 0         | 0     | 0         | 36     | 7.º  | 5.º  |
| 2008 | Dallara F308-Mercedes     | Sam Bird          | 20       | 0         | 0     | 0         | 23     | 11.º | 5.º  |
| 2008 | Dallara F308-Mercedes     | Niall Breen       | 16       | 0         | 0     | 0         | 8      | 16.º | 5.º  |
| 2008 | Dallara F308-Mercedes     | Kazuya Oshima     | 20       | 1         | 0     | 0         | 7      | 19.º | 5.º  |
| 2009 | Dallara F308-Mercedes     | César Ramos       | 16       | 0         | 0     | 0         | 0      | 25.º | 4.º  |
| 2009 | Dallara F308-Mercedes     | Pedro Enrique     | 20       | 0         | 0     | 0         | 0      | 27.º | 4.º  |
| 2009 | Dallara F308-Mercedes     | Roberto Merhi     | 20       | 0         | 0     | 0         | 42     | 7.º  | 4.º  |

### GP3 Series
(Clave) (negrita indica pole position) (cursiva indica vuelta rápida puntuable)

| Año  | Chasis                             | Neu. | N.º | Pilotos             | 1   | 1   | 2   | 2   | 3   | 3   | 4   | 4   | 5   | 5   | 6   | 6   | 7   | 7   | 8   | 8   | 9   | 9   | Puntos | Pos. | Ref.   |
| ---- | ---------------------------------- | ---- | --- | ------------------- | --- | --- | --- | --- | --- | --- | --- | --- | --- | --- | --- | --- | --- | --- | --- | --- | --- | --- | ------ | ---- | ------ |
| 2010 | Dallara GP3/10 Renault 2.0 L Turbo | P    |     |                     | BAR | BAR | EST | EST | VAL | VAL | SIL | SIL | HOC | HOC | BUD | BUD | SPA | SPA | MNZ | MNZ |     |     | 64     | 4.º  | [ 7 ]  |
| 2010 | Dallara GP3/10 Renault 2.0 L Turbo | P    | 7   | James Jakes         | 9   | 7   | 2   | 8   | 8   | 3   | Ret | 11  | 2   | Ret |     |     |     |     | 13  | Ret |     |     | 64     | 4.º  | [ 7 ]  |
| 2010 | Dallara GP3/10 Renault 2.0 L Turbo | P    | 7   | Adrien Tambay       |     |     |     |     |     |     |     |     |     |     | 18  | 9   | Ret | 1   |     |     |     |     | 64     | 4.º  | [ 7 ]  |
| 2010 | Dallara GP3/10 Renault 2.0 L Turbo | P    | 8   | Rio Haryanto        | 20  | 25  | 8   | 1   | 6   | 4   | 2   | Ret | Ret | Ret | 20  | 11  | 18  | 18  | 3   | 23  |     |     | 64     | 4.º  | [ 7 ]  |
| 2010 | Dallara GP3/10 Renault 2.0 L Turbo | P    | 9   | Adrian Quaife-Hobbs | 21  | 26  | Ret | Ret | 12  | 5   | Ret | Ret | DNS | 18  | 12  | 7   | 3   | 5   | 17  | 22  |     |     | 64     | 4.º  | [ 7 ]  |
| 2011 | Dallara GP3/10 Renault 2.0 L Turbo | P    |     |                     | EST | EST | BAR | BAR | VAL | VAL | SIL | SIL | NÜR | NÜR | BUD | BUD | SPA | SPA | MNZ | MNZ |     |     | 67     | 3.º  | [ 8 ]  |
| 2011 | Dallara GP3/10 Renault 2.0 L Turbo | P    | 10  | Adrian Quaife-Hobbs | 24  | 16  | 11  | 23  | 1   | 8   | 4   | 15  | 5   | Ret | 3   | 10  | 4   | Ret | Ret | 6   |     |     | 67     | 3.º  | [ 8 ]  |
| 2011 | Dallara GP3/10 Renault 2.0 L Turbo | P    | 11  | Rio Haryanto        | 26  | 10  | 20  | 11  | 19  | 22† | 10  | 4   | 1   | 10  | 9   | 1   | 12  | 9   | 3   | 2   |     |     | 67     | 3.º  | [ 8 ]  |
| 2011 | Dallara GP3/10 Renault 2.0 L Turbo | P    | 12  | Matias Laine        | 18  | Ret | 19  | 24  | 17  | Ret | Ret | Ret | 14  | 23  | 14  | 21  | 18  | Ret | 20  | Ret |     |     | 67     | 3.º  | [ 8 ]  |
| 2012 | Dallara GP3/10 Renault 2.0 L Turbo | P    |     |                     | BAR | BAR | MON | MON | VAL | VAL | SIL | SIL | HOC | HOC | BUD | BUD | SPA | SPA | MNZ | MNZ |     |     | 97     | 5.º  | [ 9 ]  |
| 2012 | Dallara GP3/10 Renault 2.0 L Turbo | P    | 7   | Dmitry Suranovich   | 11  | Ret | 16  | DSQ | Ret | 15  | 22  | 20† | 15  | 14  | Ret | 16  | 22  | 18  | 22† | DNS |     |     | 97     | 5.º  | [ 9 ]  |
| 2012 | Dallara GP3/10 Renault 2.0 L Turbo | P    | 8   | Fabiano Machado     | 16  | Ret | 15  | 17  | Ret | 19  | 19  | 9   | Ret | Ret | DNS | DNS | 25  | 21  | Ret | 16  |     |     | 97     | 5.º  | [ 9 ]  |
| 2012 | Dallara GP3/10 Renault 2.0 L Turbo | P    | 9   | Tio Ellinas         | 7   | 15  | 9   | 8   | 4   | 5   | 6   | 4   | 10  | 7   | 13  | 4   | 4   | Ret | 2   | 1   |     |     | 97     | 5.º  | [ 9 ]  |
| 2013 | Dallara GP3/13 AER 3.4 L           | P    |     |                     | BAR | BAR | VAL | VAL | SIL | SIL | NÜR | NÜR | BUD | BUD | SPA | SPA | MNZ | MNZ | YMC | YMC |     |     | 129    | 5.º  | [ 10 ] |
| 2013 | Dallara GP3/13 AER 3.4 L           | P    | 14  | Tio Ellinas         | 1   | 4   | 6   | 4   | 5   | 6   | 2   | 6   | 11  | 10  | 8   | Ret | Ret | 11  | 7   | 1   |     |     | 129    | 5.º  | [ 10 ] |
| 2013 | Dallara GP3/13 AER 3.4 L           | P    | 15  | Ryan Cullen         | 21  | Ret | 20  | 20  | 21  | 17  | 19  | 25  | 23  | Ret | 18  | 17  | 20  | Ret | 20  | 24  |     |     | 129    | 5.º  | [ 10 ] |
| 2013 | Dallara GP3/13 AER 3.4 L           | P    | 16  | Dino Zamparelli     | Ret | 15  | 9   | 10  | 10  | Ret | 9   | 7   | 12  | 20  | 10  | 7   | Ret | EX  | 9   | 8   |     |     | 129    | 5.º  | [ 10 ] |
| 2014 | Dallara GP3/13 AER 3.4 L           | P    |     |                     | BAR | BAR | SPI | SPI | SIL | SIL | HOC | HOC | BUD | BUD | SPA | SPA | MNZ | MNZ | SOC | SOC | YMC | YMC | 117    | 6.º  | [ 11 ] |
| 2014 | Dallara GP3/13 AER 3.4 L           | P    | 14  | Patrick Kujala      | 4   | Ret | 9   | 7   | 12  | Ret | 25† | 16  | 13  | 10  | Ret | 21  | 7   | Ret |     |     |     |     | 117    | 6.º  | [ 11 ] |
| 2014 | Dallara GP3/13 AER 3.4 L           | P    | 15  | Ryan Cullen         | 15  | 16  | 17  | 13  | 19  | Ret | 20  | 19  | 24  | 21  | 14  | 13  | Ret | 16  |     |     |     |     | 117    | 6.º  | [ 11 ] |
| 2014 | Dallara GP3/13 AER 3.4 L           | P    | 16  | Dean Stoneman       | 7   | 1   | Ret | 10  | 10  | 18† | 5   | 4   | 9   | 8   | 1   | 9   | 5   | 1   |     |     |     |     | 117    | 6.º  | [ 11 ] |